# Prozorliwyj (1899)
Prozorliwyj (Прозорливый), później S2 – rosyjski niszczyciel z końca XIX wieku i okresu I wojny światowej, jedna z 27 jednostek typu Sokoł. Okręt został zwodowany 8 lipca 1899 roku w stoczni Zakładów Newskich w Petersburgu pod nazwą „Gagara”, a do służby w Marynarce Wojennej Imperium Rosyjskiego wszedł w maju 1902 roku pod nazwą „Prozorliwyj”, z przydziałem do Floty Bałtyckiej. Od 1914 roku jednostkę wykorzystywano jako okręt łącznikowy, a w 1916 roku została przeklasyfikowana na torpedowiec. Opanowany przez bolszewików okręt został w kwietniu 1918 roku pozostawiony w Helsinkach, po czym został wcielony do Fińskiej Marynarki Wojennej, gdzie służył pod oznaczeniem S2. Jednostka zatonęła podczas sztormu 4 października 1925 roku.

## Projekt i budowa
„Prozorliwyj” był jednym z kilkudziesięciu niszczycieli typu Sokoł, który został wykonany przez rodzimy przemysł okrętowy na wzór zbudowanego w Wielkiej Brytanii prototypu – „Sokoła”. Na skutek szybkiego rozwoju tej klasy okrętów na świecie i opóźnień rosyjskich stoczni, w chwili wejścia do służby, okręty te z racji niewielkiej wyporności i uzbrojenia bardziej odpowiadały już klasie torpedowców. Początkowo okręty klasyfikowane były jako torpedowce i dopiero w 1907 roku zaliczono je do nowo wyodrębnionej w Rosji klasy niszczycieli (dosłownie: torpedowców eskadrowych, ros. eskadriennyj minonosiec).
Okręt zbudowany został w Zakładach Newskich w Petersburgu. Początkowo otrzymał nazwę „Gagara” (Гагара – nur). Stępkę niszczyciela położono w 1898 roku, został zwodowany 26 czerwca?/8 lipca 1899 roku, a próby odbiorcze prowadzono w sierpniu 1901 roku. Do służby w Marynarce Wojennej Rosji przyjęto go w maju 1902 roku, już pod nazwą „Prozorliwyj” (Прозорливый – przezorny), zmienioną 9 marca 1902 roku.

## Dane taktyczno-techniczne
Okręt był niewielkim, czterokominowym niszczycielem z taranowym dziobem. Długość całkowita wykonanego ze stali niklowej kadłuba wynosiła 57,91 metra, szerokość 5,64 metra i zanurzenie 2,29 metra. Wyporność normalna wynosiła 220 ton, a pełna 240 ton. Okręt napędzany był przez dwie maszyny parowe potrójnego rozprężania o mocy 3800 KM, poruszające dwie śruby, do których parę dostarczały cztery kotły Yarrow. Na próbach „Prozorliwyj” osiągnął maksymalną prędkość 26,8 węzła. Okręt mógł zabrać zapas węgla o masie 58-80 ton, co zapewniało zasięg wynoszący od 450 do 660 Mm przy prędkości 13 węzłów.
Okręt wyposażony był w dwie pojedyncze obrotowe wyrzutnie torped kalibru 381 mm, umieszczone w osi podłużnej na pokładzie na rufie, z zapasem sześciu torped. Główne uzbrojenie artyleryjskie stanowiło pojedyncze działo kal. 75 mm Canet o długości 50 kalibrów (L/50), umieszczone na platformie nad pomostem bojowym, strzelające pociskami o masie 4,9 kg, z zapasem 160 pocisków przeciwpancernych. Uzbrojenie uzupełniały trzy pojedyncze działa kal. 47 mm Hotchkiss M1885 L/40 (dwa umieszczone na burtach za pomostem bojowym i jedno na samej rufie). Strzelały pociskami o masie 1,5 kg, a zapas amunicji wynosił 800 sztuk.
Załoga okrętu liczyła początkowo 52 osoby, w tym czterech oficerów.  Do początku I wojny światowej załoga wzrosła do 61 osób, w tym czterech oficerów.

## Służba
Niszczyciel wszedł w skład Floty Bałtyckiej. W 1911 roku dokonano modernizacji uzbrojenia jednostki: zdemontowano obie wyrzutnie torped kal. 381 mm i wszystkie działka kal. 47 mm, instalując w zamian dwie pojedyncze wyrzutnie torped kal. 450 mm oraz drugą armatę kal. 75 mm (usytuowaną w pobliżu rufy) i dwa pojedyncze karabiny maszynowe kal. 7,62 mm. Prócz tego okręt przystosowano do przenoszenia 10 min. W 1914 roku „Prozorliwyj” został pozbawiony uzbrojenia torpedowego i stał się okrętem łącznikowym. W październiku 1915 roku jednostka wzięła udział w desancie wojsk rosyjskich na Przylądek Kolka, osłaniając transportowiec lotniczy „Orlica” („Орлица”). W 1916 roku okręt ponownie został wyposażony w wyrzutnie torped i przeklasyfikowany na torpedowiec. W marcu 1917 roku jednostka była przydzielona do sił podwodnych. W wyniku rewolucji październikowej okręt został przejęty przez bolszewików, po czym, porzucony w Helsinkach, został 13 kwietnia 1918 roku zdobyty przez Finów.

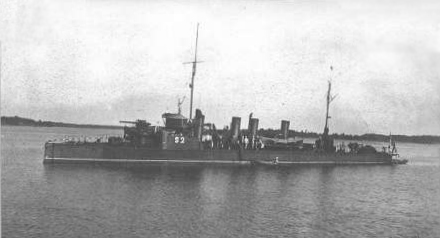
S2 w służbie fińskiej

Okręt został wcielony do Marynarki Wojennej Finlandii pod nazwą S2. Po zawarciu traktatu pokojowego w Tartu w 1920 roku miał być zwrócony Rosji radzieckiej, lecz zamiast tego został wraz z dwoma innymi (S1 i S5) odkupiony przez Finlandię po cenie złomu.
3 października 1925 roku brał udział w jesiennym rejsie szkolnym po Zatoce Botnickiej, w zespole z kanonierkami „Klas Horn”, „Hämeenmaa” i torpedowcem S1, płynąc z Uusikaupunki do Vaasa. Okręty trafiły w silny sztorm z huraganowym wiatrem i się rozdzieliły. S2 próbował dopłynąć do Pori, lecz około 1:25 w nocy 4 października zatonął od przecieków w pobliżu brzegu. Zginęła cała 53-osobowa załoga. W sierpniu 1926 roku wrak został wydobyty, po czym złomowany. Zatonięcie S2 było dużym szokiem dla fińskiej opinii publicznej i przyczyniło się do uchwalenia planu modernizacji floty z 1927 roku.